# Вайикра рабба
Вайикра рабба (ויקרא רבה) [тж. хаггадат вайикра (הגדת ויקרא), хаггада де-вайикра (הגדה דויקרא)] — гомилетический мидраш на книгу Вайикра (Левит). Время окончательной редакции относится к 400—500 гг. В англоязычной литературе обычно используется название Leviticus Rabbah.

## Датировка
Основанием для датировки редакции Вайикра рабба V веком служат следующие особенности этого текста: цитирование в мидраше Мишны, Тосефты и галахических мидрашей, с одной стороны, а с другой — цитирование этого мидраша ранними пайтанами, в особенности Яннаем, а также то, что цитаты из Вайикра рабба имеются в некоторых мидрашах, входящих в состав Мидраш рабба, в особенности Шир га-Ширим Рабба и Кохелет Рабба. Помимо этого, в пользу указанной датировки говорит то, что в мидраше в основном цитируются палестинские раввины III—IV вв.

## Место создания
На палестинское происхождение Вайикра рабба указывает:
- язык (употребление галилейского диалекта арамейского языка, а также наличие большого количества слов греческого происхождения);
- предпочтение палестинских раввинов;
- наличие множества палестинских топонимов;
- а также сельскохозяйственные галахические предписания, которые были актуальны только для Палестины[2].